# Анастасий Печерский
Анаста́сий Пече́рский (жил в конце XI или в XII в. - ум. 22 января) — инок Киево-Печерского монастыря, имел сан диакона. Святой Русской церкви, почитается в лике преподобномучеников, память совершается (по юлианскому календарю): 22 января и 28 сентября (Собор преподобных отцов Киево-Печерских Ближних пещер).
«Тератургим», написанный печерским соборным иеромонахом Афанасием Кальнофойским, называет Анастасия братом во Христе преподобного Тита пресвитера Печерского. Сан диакона ему приписывает «Описание о российских святых», известное по спискам конца XVII века. О его мученичестве сведений не сохранилось и только кондак, тропарь и стихира этого святого называют преподобномучеником и постником. В церковной службе Собора преподобных отцов Ближних пещер рассказывается, что он имел особое дерзновение к Богу, что все его прошения исполнялись.
Местное почитание Анастасия началось в конце XVII века когда печерский архимандрит Варлаам (Ясинский) установил празднование Собора преподобных отцов Ближних пещер. Общецерковное почитание началось после разрешения Святейшего Синода во второй половине XVIII века включать в общецерковные месяцесловы имена ряда киевских святых.
Иконописный подлинник (конец XVIII века) указывает изображать Анастасия следующим образом: «Надсед, брада доле Григория Богослова, на главе кавтырь, риза чернила, испод празелень, правою рукою левой стороны ризу держит, а левую руку к сердцу, персты вверх».
Даты жизни и мученической кончины преподобного Анастасия разнятся, и охватывают промежуток от конца XI в. до нач. XIII в. и указывается дата смерти — 22 января.